# Trichilia pittieri
Trichilia pittieri là một loài thực vật thuộc họ Meliaceae. Đây là loài đặc hữu của Costa Rica.